# Virginia Slims of Kansas 1986
Il Virginia Slims of Kansas 1986 è stato un torneo di tennis giocato sul sintetico indoor. È stata la 6ª edizione del torneo, che fa parte del Virginia Slims World Championship Series 1986. Si è giocato al Kansas Coliseum di Wichita negli Stati Uniti, dal 20 al 26 gennaio 1986.

## Campionesse

### Singolare
Wendy White ha battuto in finale  Betsy Nagelsen con il punteggio di 6–1, 6–7, 6–2

### Doppio
Kathy Jordan /  Candy Reynolds hanno battuto in finale  JoAnne Russell /  Anne Smith con il punteggio di 6–3, 6–7, 6–3